# Drag king

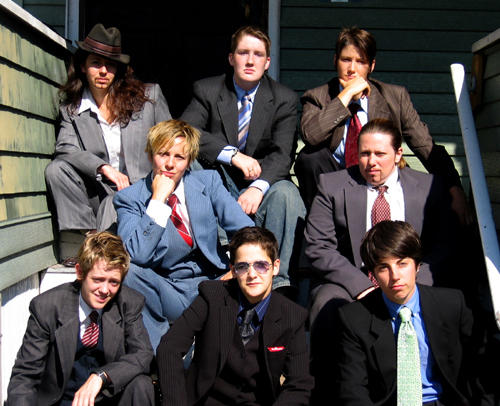
Un gruppo di drag king

Un drag king è una persona che pratica il drag attraverso la costruzione temporanea di un'identità maschile, basata intenzionalmente su archetipi di mascolinità e ruoli di genere. Il mondo dei drag king è storicamente legato al lesbismo e agli uomini transgender, ma i drag king possono appartenere a qualsiasi identità di genere od orientamento sessuale.
Un drag king si traveste per esprimere la propria identità e/o nell'ambito dello spettacolo dal vivo, che può includere teatro, canto, danza, lip sync o performance politiche. Le esibizioni avvengono spesso in contesti come locali notturni, festival queer o durante eventi legati al femminismo e alla cultura LGBTQ+.

## Descrizione
Il fenomeno, per quanto già presente tra la fine dell'Ottocento e l'inizio del Novecento nelle dance hall inglesi, ha iniziato a guadagnare una prima fama negli anni ottanta grazie al noto videoclip musicale "Turn to you" delle irriverenti The Go-Go's, (il primo gruppo rock di successo tutto al femminile la cui cantante è stata Belinda Carlisle) per poi svilupparsi negli anni novanta rubando un po' di terreno alle ormai da tempo famose drag queen, cioè uomini che calcano il palco in abiti femminili.
Mentre le drag queen tendono a calcare le scene da soliste, i drag king formano più spesso gruppi con cui si esibiscono sul palco.
Il termine drag king è spesso usato anche per indicare un'ambiguità nell'espressione di genere per altre ragioni oltre che quelle di scena. Può essere il caso di uomini transgender "FtM" (da femmina a maschio) magari come primo passo verso un percorso di transizione, o anche di donne che vogliono provare per un tempo limitato (magari anche solo una serata) a vivere in pubblico il loro lato maschile.

## Filmografia
- Venus Boyz (Svizzera/Germania/USA, 2001), regia Gabriel Baur, documentario, durata (min.) 104, Produzione Cecchi Gori Home Video, 2004.
- Mio Sovversivo Amore (Italia, 2009), regia Valentina Pedicini, documentario, durata (min) 45, Produzione ZeLIG
- Al di là dello specchio (Italia, 2016), regia di Cecilia Grasso, documentario, durata (min.) 55, produzione Centro Sperimentale di Cinematografia production